# 生产可能性曲线
在經濟學中，生產可能性曲線（Production Possibility Curve或Production Possibilities Frontier，簡稱PPC或PPF）是指用來描述在已知條件下，兩種產品之間在用盡所有資源、技術的情況下所有的生產組合的可能，在平面圖上所形成之軌跡:21。
生產可能性曲線是一個簡單的經濟學模型，這模型有數個假設：
- 整個經濟體系的資源是存在稀少性的
- 經濟體系只能用其所有的生產資源生產兩種產品[2]
- 經濟處於靜態，資源和生產技術沒有改變[2]

生產可能性曲線便表達了在資源用盡的時候，兩種產品可被生產的不同數量組合。生產組合在曲線上的移動也反映了機會成本，因為生產資源是有限的，經濟體系的生產組合不可能在曲線的右上方，因此要想多生產甲物品，便必須放棄某數量的乙物品，省下資源作甲的生產。另一方面，曲線上的生產組合又代表最高效率的生產，沒有任何資源閒置。處於曲線以內的區域，生產組合可生產，但生產效率較低，因為資源未被盡用。:22
生產可能性曲線的概念和等優曲線有少許相同之處，兩者均牽涉到邊際替代率的概念（生產可能性曲線的斜率表示邊際轉換率），從生產角度（生產可能性曲線）或消費角度（等優曲線）都反映了一定的機會成本。

## 形状
生产可能性曲线可以通过生产要素密集度的埃奇沃斯框图的契约曲线绘得。